# Ambler (Pennsylvania)
Ambler è un comune (borough) degli Stati Uniti d'America della contea di Montgomery nello stato della Pennsylvania. È situato a circa 26 km a nord di Filadelfia.
La località si è chiamata Village of Wissahickon fino al 1869, anno in cui assunse l'attuale nome, in onore di Mary Johnson Ambler, una donna che si distinse per il suo eroismo in un grande disastro ferroviario occorso nel 1856.

## Geografia fisica
Il territorio del comune è di 2,6 km².

## Amministrazione

### Gemellaggi
- Maida[1]